# Teoria del riconoscimento

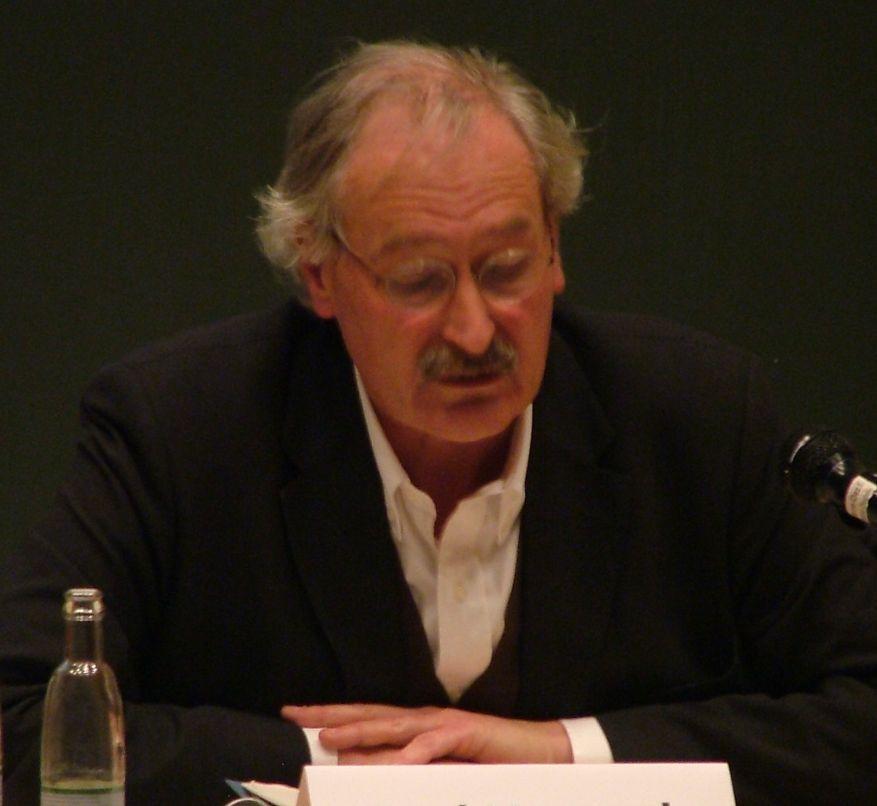
Il filosofo Axel Honneth, teorico della teoria del riconoscimento, nel 2008

La teoria del riconoscimento, in filosofia politica e in filosofia del diritto, è una teoria sviluppata da Axel Honneth, appartenente alla denominata Scuola di Francoforte. Il riconoscimento, e la lotta per esso, furono inizialmente categorie trattate dal filosofo Hegel nel suo libro "Fenomenología dello spirito". 

## La teoria del riconoscimento di Axel Honneth
L'esperienza dell'ingiustizia è parte dell'essenza dell'uomo. L'umiliazione è la negazione del riconoscimento dell'uomo nella società (quando a una persona non viene riconosciuta una determinata cosa). Per Honneth l'uomo disprezzato, umiliato, senza riconoscimenti, perde la sua integrità, i suoi diritti, la sua autonomia personale e la sua autonomia morale. 
Honneth segnala che l'ingiustizia nel non riconoscere a una persona ciò che gli spetta porta a una esclusione sociale, non soltanto produce una radicale limitazione dell'autonomia personale, bensì provoca un sentimento di non essere all'altezza degli altri o uguale a altri ed è valido fin che non gli si riconosce la capacità di formare giudizi morali.

### Dalla giustizia al riconoscimento

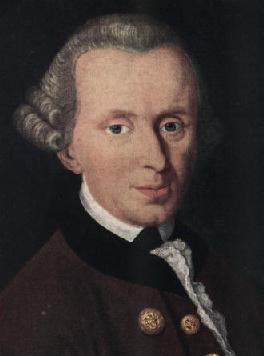
Immanuel Kant, il diritto è la condizione per la quale la libertà dell'uno è compatibile con la libertà dell'altro

Si può affermare che verso la fine del XX secolo nella filosofia politica e nella filosofia del diritto abbiamo assistito a un cambio di paradigma. Abbiamo rimpiazzato la giustizia per il riconoscimento (di diritti) sia reciproco sia no. Così, la teoria del riconoscimento fa parte della democrazia deliberativa nella quale l'altra (persona) ha una funzione essenziale per il soggetto (persona) che recepisce concetti tramite l'eguaglianza e la morale.
Per il filosofo Kant, il diritto è la condizione per la quale la libertà dell'uno è compatibile con la libertà dell'altro, quello che implica un "riconoscimento" (di qualcosa) come condizione di convivenza sociale e come fondamento della morale. Secondo il filosofo Hegel invece esiste il concetto di "lotta per il riconoscimento" che si converte in una lotta a morte nella relazione tra padrone e schiavo (vedere dialettica). Di questa maniera i conflitti, specialmente i conflitti sociali del XIX e del XX secolo possono capirsi come lotte per il riconoscimento (per esempio la lotta per le classi sociali). Habermas, nel XX secolo, espone la nozione del "riconoscimento" come nucleo dello Stato di Diritto democratico dato che per il filosofo tedesco solamente l'eguaglianza garantisce il rispetto o il riconoscimento di una determinata cosa o azione.

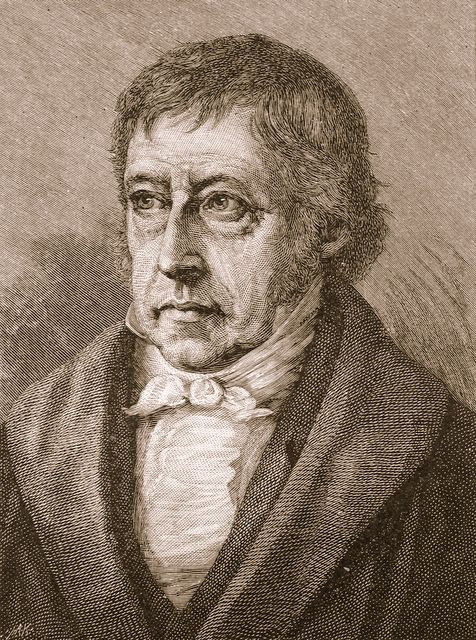
Georg Wilhelm Friedrich Hegel, e "la lotta per il riconoscimento"

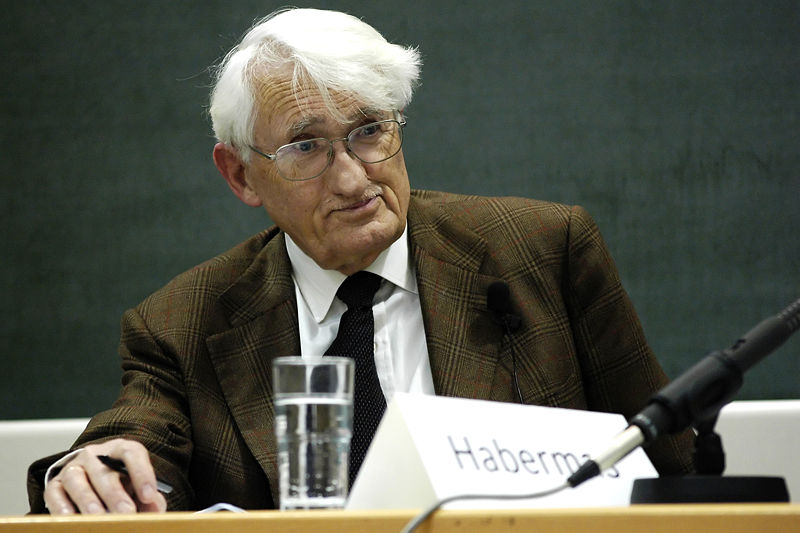
Jürgen Habermas, espone la nozione del "riconoscimento" come nucleo dello Stato di Diritto democratico

Per Axel Honneth i conflitti sociali sono una lotta per il riconoscimento. La novità nella teoria di Honneth, che si rifà a Hegel, è avere superato l'interpretazione tradizionale dei conflitti come mera autoconservazione (Machiavelli e Hobbes). Il riconoscimento come processo nella sua dimensione individuale, sociale e pertanto morale, segue una teleologia che si realizza in distinte tappe marcate da determinate forme (l'amore, il diritto, la solidarietà) che già manifestò Hegel.

## La teoria del riconoscimento vs. teoria dei quattroethe
Nel dibattito filosofico attuale in America Latina, la teoria del riconoscimento di Axel Honneth è stata confrontata concettualmente con la teoria dei quattro ethe della modernità capitalista di Bolívar Echeverría. In questo dibattito sono emerse delle possibili limitazioni di questa teoria, se si analizza da una prospettiva non eurocentrica.

## Vedere anche
- Hegel
- Axel Honneth
- Walter Benjamin
- Reyes Mate
- Paul Ricoeur
- Multiculturalismo